# La Ngâu
La Ngâu là một xã thuộc huyện Tánh Linh, tỉnh Bình Thuận, Việt Nam.
Xã La Ngâu có diện tích 95,02 km², dân số năm 1999 là 1984 người, mật độ dân số đạt 21 người/km².